# Nabil Triki
Nabil Triki (arabe : نبيل التريكي) est un homme d'affaires, syndicaliste et homme politique tunisien.
Originaire de Sfax, il est à la tête d'un groupe de onze sociétés aux activités diverses dont l'agroalimentaire (confiserie Le Moulin), l'aviculture (Chahia), l'ameublement, le textile (filatures MATEX) et la construction. Le chiffre d'affaires du groupe Triki atteint 243 millions de dinars en 2014, le plaçant à la 18e position du classement des plus grands groupes privés tunisiens.
Il est vice-président de l'Union tunisienne de l'industrie, du commerce et de l'artisanat (UTICA), la centrale patronale, lorsque des informations indiquent qu'il a pris la tête de l'organisation à la faveur de la révolution tunisienne de 2011. Son prédécesseur Hédi Djilani, en poste depuis 1987, avait été contraint la veille de démissionner de la présidence de l'UTICA, car étant trop lié à l'entourage familial du président déchu Zine el-Abidine Ben Ali. Toutefois, le 24 janvier 2011, l'organisation annonce que Mohamed Ben Sedrine est nommé à sa tête à titre de coordinateur général.
Triki est aussi membre de la Chambre des députés.
Le 6 juillet 2018, il rachète près de 21 % du capital de la Banque Zitouna auprès d'El Karama Holding.